# František Provazník
František Provazník   (Praga, 7 de febrer de 1948) és un remer txec, ja retirat, que va competir sota bandera txecoslovaca durant les dècades de 1960 i 1970. Posteriorment ha estat un reconegut fotògraf.
El 1972 va prendre part en els Jocs Olímpics d'Estiu de Múnic, on guanyà la medalla de bronze en la prova del quatre amb timoner del programa de rem. Formà equip amb Otakar Mareček, Karel Neffe, Vladimír Jánoš i Vladimír Petříček.
En el seu palmarès també destaca una medalla de bronze al Campionat d'Europa de rem de 1973.
Després d'un curs de dos anys de fotoperiodisme, va estudiar fotografia a l'Escola de Cinema i Televisió de l'Acadèmia d'Arts Escèniques de Praga entre el 1974- i 1979. S'ha centrat en la fotografia d'aliments, la fotografia publicitària i el retrat. Les seves obres formen part, entre d'altres, de les col·leccions estatals de la Tate Gallery, el Victoria and Albert Museum i la National Portrait Gallery de Londres.